# Gallium(II)-selenid
Gallium(II)-selenid ist eine anorganische chemische Verbindung des Galliums aus der Gruppe der Selenide. Neben diesem existieren mit Gallium(III)-selenid und Gallium(I)-selenid noch weitere Galliumselenide.

## Gewinnung und Darstellung
Gallium(II)-selenid kann durch Reaktion von Gallium mit Selen bei hohen Temperaturen gewonnen werden.
{\displaystyle \mathrm {Ga+Se\longrightarrow GaSe} }

## Eigenschaften

Bruchstücke von Galliumselenid

Gallium(II)-selenid ist ein dunkelrotbrauner Feststoff, der in Form von fettig glänzenden Blättchen vorliegt und in vier verschiedenen Modifikationen vorkommt. Die häufigste Modifikation besitzt ein hexagonale Kristallstruktur (a = 375,5 pm, c = 1594 pm) mit der Raumgruppe P63/mmc (Raumgruppen-Nr. 194), der Gallium(II)-sulfid ähnelt. Diese besteht aus Schichten, wobei jede Schicht aus Se-Ga-Ga-Se-Lagen besteht, die durch kovalente Bindungen miteinander verbunden sind. Die Schichten selber werden durch schwache Van-der-Waals-Bindungen zusammengehalten. Durch die unterschiedliche Anordnung der Schichten zueinander kristallisiert die Verbindung in mehreren Modifikationen. Die Verbindung ist ein III-VI-Halbleiter mit einem indirekten Bandabstand von 2,1 eV. Der Halbleiter ändert bei Lichteinfall seine elektrische Leitfähigkeit und wird im Bereich der nichtlinearen Optik im Frequenzbereich von 14 THz bis 31 THz zur Frequenzverdopplung eingesetzt.
Aufgrund seiner optischen und elektrischen Eigenschaften wurde die Verbindung intensiv untersucht und für eine Reihe von Anwendungen wie in der Photovoltaik, Lithiumbatterien und als nichtlineare optische Medien vorgeschlagen. Eine praktische Verwendung von Galliumselenid ist jedoch nur eingeschränkt möglich, da es technisch nicht einfach möglich ist, größere Einkristalle herzustellen. Die praktische Verwendbarkeit wird weiter erschwert, da das Material entlang von geringen Störungslinien im Kristallaufbau leicht bricht, was die mechanische Bearbeitung erschwert. Durch eine Dotierung mit Indium kann die Strukturfestigkeit in gewissen Umfang verbessert werden.